# Gabriac (Lozère)
Gabriac – miejscowość i gmina we Francji, w regionie Oksytania, w departamencie Lozère.
Według danych na rok 1990 gminę zamieszkiwały 102 osoby, a gęstość zaludnienia wynosiła 12 osób/km² (wśród 1545 gmin Langwedocji-Roussillon Gabriac plasuje się na 800. miejscu pod względem liczby ludności, natomiast pod względem powierzchni na miejscu 831.).

## Populacja

Populacja Gabriac w latach 1962-2008